# Seznam dílů seriálu Černá listina

Logo seriálu Černá listina

Toto je seznam dílů seriálu Černá listina. Americký dramatický seriál Černá listina začala vysílat stanice NBC od 23. září 2013. Dne 4. října 2013 oznámila objednávku dalších 9 epizod, které zvýšila počet dílů první řady na standardních 22. Dne 3. prosince 2013 pak stanice oznámila, že pro velký úspěch obnoví seriál i pro druhou sezónu o 22 epizodách. Druhá řada měla premiéru 22. září 2014. Třetí řada seriálu měla premiéru 1. října 2015. Čtvrtá řada seriálu měla premiéru 22. září 2016. Pátá série měla premiéru 27. září 2017. Šestá řada oblíbeného seriálu měla premiéru 3. ledna 2019. Sedmá řada seriálu měla premiéru 4. října 2019. Osmá řada seriálu měla premiéru 13. listopadu 2020.

## Přehled řad
| Řada | Díly          | Premiéra v USA     | Premiéra v USA  | Premiéra v ČR      | Premiéra v ČR      |
| Řada | Díly          | První díl          | Poslední díl    | První díl          | Poslední díl       |
| ---- | ------------- | ------------------ | --------------- | ------------------ | ------------------ |
| 1    | 22            | 23. září 2013      | 12. května 2014 | 12. ledna 2015     | 24. března 2015    |
| 2    | 22            | 22. září 2014      | 14. května 2015 | 23. listopadu 2015 | 22. února 2016     |
| 3    | 23            | 1. října 2015      | 19. května 2016 | 28. července 2016  | 19. září 2016      |
| 4    | 22            | 22. září 2016      | 18. května 2017 | 31. října 2017     | 21. listopadu 2017 |
| 5    | 22            | 27. září 2017      | 16. května 2018 | bude oznámeno      | bude oznámeno      |
| 6    | 22            | 3. ledna 2019      | 17. května 2019 | bude oznámeno      | bude oznámeno      |
| 7    | 19            | 4. října 2019      | 15. května 2020 | bude oznámeno      | bude oznámeno      |
| 8    | 22            | 13. listopadu 2020 | 23. června 2021 | bude oznámeno      | bude oznámeno      |
| 9    | bude oznámeno | 21. října 2021     | bude oznámeno   | bude oznámeno      | bude oznámeno      |

## Seznam dílů

### První řada (2013–2014)
| Č. v seriálu | Č. v řadě | Původní název                        | Český název                      | Režie             | Scénář                                                                                    | Premiéra v USA     | Premiéra v ČR   |
| ------------ | --------- | ------------------------------------ | -------------------------------- | ----------------- | ----------------------------------------------------------------------------------------- | ------------------ | --------------- |
| 1            | 1         | Pilot                                | Ranko Zamani                     | Joe Carnahan      | Jon Bokenkamp                                                                             | 23. září 2013      | 12. ledna 2015  |
| 2            | 2         | The Freelancer (No. 145)             | Kontraktor (č. 145)              | Jace Alexander    | Jon Bokenkamp                                                                             | 30. září 2013      | 13. ledna 2015  |
| 3            | 3         | Wujing (No. 84)                      | Wujing (č. 84)                   | Michael Watkins   | Lukas Reiter                                                                              | 7. října 2013      | 19. ledna 2015  |
| 4            | 4         | The Stewmaker (No. 161)              | Lazebník (č. 161)                | Vince Misiano     | Patrick Massett a John Zinman                                                             | 14. října 2013     | 20. ledna 2015  |
| 5            | 5         | The Courier (No. 85)                 | Kurýr (č. 85)                    | Nick Gomez        | John C. Kelley                                                                            | 21. října 2013     | 26. ledna 2015  |
| 6            | 6         | Gina Zanetakos (No. 152)             | Gina Zanetakosová (č. 152)       | Adam Arkin        | Wendy West                                                                                | 28. října 2013     | 27. ledna 2015  |
| 7            | 7         | Frederick Barnes (No. 47)            | Frederick Barnes (č. 47)         | Michael Watkins   | J. R. Orci                                                                                | 4. listopadu 2013  | 2. února 2015   |
| 8            | 8         | General Ludd (No. 109)               | Generál Ludd (č. 109)            | Stephen Surjik    | Amanda Kate Shuman                                                                        | 11. listopadu 2013 | 3. února 2015   |
| 9            | 9         | Anslo Garrick (No. 16)               | Anslo Garrick (č. 16)            | Joe Carnahan      | námět: Joe Carnahan a Jason George scénář: Joe Carnahan                                   | 25. listopadu 2013 | 9. února 2015   |
| 10           | 10        | Anslo Garrick (No. 16): Conclusion   | Anslo Garrick (č. 16): Dokončení | Michael Watkins   | Lukas Reiter a J. R. Orci                                                                 | 2. prosince 2013   | 10. února 2015  |
| 11           | 11        | The Good Samaritan (No. 106)         | Milosrdný Samaritán (č. 106)     | Dan Lerner        | Brandon Margolis a Brandon Sonnier                                                        | 13. ledna 2014     | 16. února 2015  |
| 12           | 12        | The Alchemist (No. 101)              | Alchymista (č. 101)              | Vince Misiano     | Anthony Sparks                                                                            | 20. ledna 2014     | 17. února 2015  |
| 13           | 13        | The Cyprus Agency (No. 64)           | Kyperská agentura (č. 64)        | Michael Watkins   | Lukas Reiter                                                                              | 27. ledna 2014     | 23. února 2015  |
| 14           | 14        | Madeline Pratt (No. 73)              | Madeline Prattová (č. 73)        | Michael Zinberg   | Jim Campolongo                                                                            | 24. února 2014     | 24. února 2015  |
| 15           | 15        | The Judge (No. 57)                   | Soudce (č. 57)                   | Peter Werner      | Jonathan Shapiro a Lukas Reiter                                                           | 3. března 2014     | 2. března 2015  |
| 16           | 16        | Mako Tanida (No. 88)                 | Mako Tanida (č. 88)              | Michael Watkins   | námět: Joe Carnahan scénář: John Eisendrath, Jon Bokenkamp, Patrick Massett a John Zinman | 17. března 2014    | 3. března 2015  |
| 17           | 17        | Ivan (No. 88)                        | Ivan (č. 88)                     | Randy Zisk        | J. R. Orci a Amanda Kate Shuman                                                           | 24. března 2014    | 9. března 2015  |
| 18           | 18        | Milton Bobbit (No. 135)              | Milton Bobbit (č. 135)           | Steven A. Adelson | Daniel Voll                                                                               | 31. března 2014    | 10. března 2015 |
| 19           | 19        | The Pavlovich Brothers (No. 119–122) | Bratři Pavlovičové (č. 119–122)  | Paul Edwards      | Elizabeth Benjamin                                                                        | 21. dubna 2014     | 16. března 2015 |
| 20           | 20        | The Kingmaker (No. 42)               | Králotvůrce (č. 42)              | Karen Gaviola     | J. R. Orci a Lukas Reiter                                                                 | 28. dubna 2014     | 17. března 2015 |
| 21           | 21        | Berlin (No. 8)                       | Berlin (č. 8)                    | Michael Zinberg   | John Eisendrath a Jon Bokenkamp                                                           | 5. května 2014     | 23. března 2015 |
| 22           | 22        | Berlin (No. 8): Conclusion           | Berlin (č. 8): Dokončení         | Michael Watkins   | námět: Richard D'Ovidio scénář: John Eisendrath, Jon Bokenkamp, Lukas Reiter a J. R. Orci | 12. května 2014    | 24. března 2015 |

### Druhá řada (2014–2015)
| Č. v seriálu | Č. v řadě | Původní název                       | Český název                       | Režie             | Scénář                                                                                             | Premiéra v USA     | Premiéra v ČR      |
| ------------ | --------- | ----------------------------------- | --------------------------------- | ----------------- | -------------------------------------------------------------------------------------------------- | ------------------ | ------------------ |
| 23           | 1         | Lord Baltimore (No. 104)            | Lord Baltimore (č. 104)           | Michael Watkins   | Jon Bokenkamp a John Eisendrath                                                                    | 22. září 2014      | 23. listopadu 2015 |
| 24           | 2         | Monarch Douglas Bank (No. 112)      | Banka Monarch Douglas (č. 112)    | Paul Edwards      | Kristen Reidel, Amanda Kate Shuman a Daniel Knauf                                                  | 29. září 2014      | 24. listopadu 2015 |
| 25           | 3         | Dr. James Covington (No. 89)        | Dr. James Covington (č. 89)       | Karen Gaviola     | Lukas Reiter a J. R. Orci                                                                          | 6. října 2014      | 30. listopadu 2015 |
| 26           | 4         | Dr. Linus Creel (No. 82)            | Dr. Linus Creel (č. 82)           | Michael Watkins   | Mike Ostrowski                                                                                     | 13. října 2014     | 1. prosince 2015   |
| 27           | 5         | The Front (No. 74)                  | Fronta (č. 74)                    | Steven A. Adelson | námět: Adam Sussman scénář: Jim Campolongo a Adam Sussman                                          | 20. října 2014     | 7. prosince 2015   |
| 28           | 6         | The Mombasa Cartel (No. 114)        | Mombaský kartel (č. 114)          | David Platt       | Daniel Knauf                                                                                       | 27. října 2014     | 8. prosince 2015   |
| 29           | 7         | The Scimitar (No. 22)               | Scimitar (č. 22)                  | Karen Gaviola     | J. R. Orci a Lukas Reiter                                                                          | 3. listopadu 2014  | 14. prosince 2015  |
| 30           | 8         | The Decembrist (No. 12)             | Děkabrista (č. 12)                | Michael Watkins   | John Eisendrath a Jon Bokenkamp                                                                    | 10. listopadu 2014 | 15. prosince 2015  |
| 31           | 9         | Luther Braxton (No. 21)             | Luther Braxton (č. 21)            | Joe Carnahan      | námět: Orci, Lukas Reiter, John Eisendrath a Jon Bokenkamp scénář: Jon Bokenkamp a John Eisendrath | 1. února 2015      | 4. ledna 2016      |
| 32           | 10        | Luther Braxton (No. 21): Conclusion | Luther Braxton (č. 21): Dokončení | Michael Watkins   | námět: Kristen Reidel a Vincent Angell scénář: Mike Ostrowski a Jim Campolongo                     | 5. února 2015      | 5. ledna 2016      |
| 33           | 11        | Ruslan Denisov (No. 67)             | Ruslan Děnisov (č. 67)            | Andrew McCarthy   | Jonathan Shapiro a Lukas Reiter                                                                    | 12. února 2015     | 12. ledna 2016     |
| 34           | 12        | The Kenyon Family (No. 71)          | Kenyonova rodina (č. 71)          | David Platt       | Vincent Angell a Daniel Knauf                                                                      | 19. února 2015     | 18. ledna 2016     |
| 35           | 13        | The Deer Hunter (No. 93)            | Lovec jelenů (č. 93)              | Andrew McCarthy   | Amanda Kate Shuman                                                                                 | 26. února 2015     | 19. ledna 2016     |
| 36           | 14        | T. Earl King VI (No. 94)            | T. Earl King VI. (č. 94)          | Steven A. Adelson | Brandon Sonnier a Brandon Margolis                                                                 | 5. března 2015     | 25. ledna 2016     |
| 37           | 15        | The Major (No. 75)                  | Major (č. 75)                     | Michael Watkins   | Jon Bokenkamp, John Eisendrath a Lukas Reiter                                                      | 12. března 2015    | 26. ledna 2016     |
| 38           | 16        | Tom Keen (No. 7)                    | Tom Keen (č. 7)                   | Andrew McCarthy   | námět: Orci, Lukas Reiter, Jon Bokenkamp a John Eisendrath scénář: Lukas Reiter a J. R. Orci       | 19. března 2015    | 2. února 2016      |
| 39           | 17        | The Longevity Initiative (No. 97)   | Iniciativa Dlouhověkost (č. 97)   | Donald Thorin Jr. | Lukas Reiter a J. R. Orci                                                                          | 26. března 2015    | 2. února 2016      |
| 40           | 18        | Vanessa Cruz (No. 117)              | Vanessa Cruzová (č. 117)          | Guy Ferland       | Vincent Angell a Daniel Knauf                                                                      | 2. dubna 2015      | 8. února 2016      |
| 41           | 19        | Leonard Caul (No. 62)               | Leonard Caul (č. 62)              | Michael Waxman    | Brandon Margolis, Brandon Sonnier, Kristen Reidel a Jim Campolongo                                 | 23. dubna 2015     | 9. února 2016      |
| 42           | 20        | Quon Zhang (No. 87)                 | Quon Zhang (č. 87)                | Karen Gaviola     | Lukas Reiter, J.R. Orci                                                                            | 30. dubna 2015     | 16. února 2016     |
| 43           | 21        | Karakurt (No. 55)                   | Karakurt (č. 55)                  | Steven A. Adelson | Daniel Knauf                                                                                       | 7. května 2015     | 16. února 2016     |
| 44           | 22        | Tom Connolly (No. 11)               | Tom Connolly (č. 11)              | Michael Watkins   | John Eisendrath a Jon Bokenkamp                                                                    | 14. května 2015    | 22. února 2016     |

### Třetí řada (2015–2016)
| Č. v seriálu | Č. v řadě | Původní název                       | Český název                       | Režie             | Scénář                                                                                                   | Premiéra v USA     | Premiéra v ČR     |
| ------------ | --------- | ----------------------------------- | --------------------------------- | ----------------- | --- | ------------------ | ----------------- |
| 45           | 1         | The Troll Farmer (No. 38)           | Trolí farmař (No. 38)             | Michael Watkins   | Jon Bokenkamp a John Eisendrath                                                                          | 1. října 2015      | 28. července 2016 |
| 46           | 2         | Marvin Gerard (No. 80)              | Marvin Gerard (č. 80)             | Andrew McCarthy   | námět: J. R. Orci a Lukas Reiter scénář: Daniel Knauf, Brandon Sonnier a Brandon Margolis                | 8. října 2015      | 1. srpna 2016     |
| 47           | 3         | Eli Matchett (No. 72)               | Eli Matchett (č. 72)              | Steven A. Adelson | Lukas Reiter a J. R. Orci                                                                                | 15. října 2015     | 2. srpna 2016     |
| 48           | 4         | The Djinn (No. 43)                  | Džin (č. 43)                      | Omar Madha        | Daniel Cerone                                                                                            | 22. října 2015     | 4. srpna 2016     |
| 49           | 5         | Arioch Cain (No. 50)                | Arioch Cain (č. 50)               | Alex Zakrzewski   | Dawn DeNoon                                                                                              | 29. října 2015     | 8. srpna 2016     |
| 50           | 6         | Sir Crispin Crandall (No. 86)       | Sir Crispin Crandall (č. 86)      | Ami Canaan Mann   | Dave Thomas                                                                                              | 5. listopadu 2015  | 9. srpna 2016     |
| 51           | 7         | Zal Bin Hasaan (No. 31)             | Zal Bin Hasaan (č. 31)            | Michael Watkins   | Brandon Sonnier a Brandon Margolis                                                                       | 12. listopadu 2015 | 11. srpna 2016    |
| 52           | 8         | Kings of the Highway (No. 108)      | Králové silnic (č. 108)           | Terrence O'Hara   | Brian Studler                                                                                            | 19. listopadu 2015 | 15. srpna 2016    |
| 53           | 9         | The Director (No. 24)               | Ředitel (č. 24)                   | Mary Lambert      | Daniel Cerone                                                                                            | 7. ledna 2016      | 16. srpna 2016    |
| 54           | 10        | The Director (No. 24): Conclusion   | Ředitel (č. 24): Dokončení        | John Terlesky     | Lukas Reiter                                                                                             | 14. ledna 2016     | 18. srpna 2016    |
| 55           | 11        | Mr. Gregory Devry (No. 95)          | Pan Gregory Devry (č. 95)         | Alex Zakrzewski   | Daniel Knauf                                                                                             | 21. ledna 2016     | 22. srpna 2016    |
| 56           | 12        | The Vehm (No. 132)                  | Vehm (č. 132)                     | Michael Watkins   | Vincent Angell                                                                                           | 28. ledna 2016     | 23. srpna 2016    |
| 57           | 13        | Alistair Pitt (No. 103)             | Alistair Pitt (č. 103)            | Bill Roe          | námět: Nicole Phillips a Adam Sussman scénář: Nicole Phillips                                            | 4. února 2016      | 25. srpna 2016    |
| 58           | 14        | Lady Ambrosia (No. 77)              | Lady Ambrosia (č. 77)             | Tim Hunter        | Taylor Martin                                                                                            | 11. února 2016     | 29. srpna 2016    |
| 59           | 15        | Drexel (No. 113)                    | Drexel (č. 113)                   | Anton Cropper     | Dave Metzger                                                                                             | 18. února 2016     | 30. srpna 2016    |
| 60           | 16        | The Caretaker (No. 78)              | Domovník (č. 78)                  | Don Thorin, Jr.   | Dave Thomas                                                                                              | 25. února 2016     | 1. září 2016      |
| 61           | 17        | Mr. Solomon (No. 32)                | Pan Solomon (č. 32)               | Eagle Egilsson    | Brian Studler                                                                                            | 7. dubna 2016      | 5. září 2016      |
| 62           | 18        | Mr. Solomon (No. 32): Conclusion    | Pan Solomon (č. 32): Dokončení    | John Terlesky     | Daniel Cerone                                                                                            | 14. dubna 2016     | 6. září 2016      |
| 63           | 19        | Cape May                            | Cape May                          | Michael Waxman    | Daniel Knauf                                                                                             | 21. dubna 2016     | 8. září 2016      |
| 64           | 20        | The Artax Network (No. 41)          | Artax Network (č. 41)             | Don Thorin, Jr.   | Dawn DeNoon                                                                                              | 28. dubna 2016     | 12. září 2016     |
| 65           | 21        | Susan Hargrave (No. 18)             | Susan Hargrave (č. 18)            | Andrew McCarthy   | námět: J. R. Orci a Lukas Reiter scénář: Vincent Angell, Daniel Cerone a Brian Studler                   | 5. května 2016     | 13. září 2016     |
| 66           | 22        | Alexander Kirk (No. 14)             | Alexander Kirk (č. 14)            | Michael Watkins   | námět: Jon Bokenkamp, John Eisendrath, J. R. Orci a Lukas Reiter scénář: Jon Bokenkamp a John Eisendrath | 12. května 2016    | 15. září 2016     |
| 67           | 23        | Alexander Kirk (No. 14): Conclusion | Alexander Kirk (č. 14): Dokončení | Bill Roe          | Lukas Reiter a J. R. Orci                                                                                | 19. května 2016    | 19. září 2016     |

### Čtvrtá řada (2016–2017)
| Č. v seriálu | Č. v řadě | Původní název                        | Český název                        | Režie              | Scénář                                                                                   | Premiéra v USA     | Premiéra v ČR      |
| ------------ | --------- | ------------------------------------ | ---------------------------------- | ------------------ | ---------------------------------------------------------------------------------------- | ------------------ | ------------------ |
| 68           | 1         | Esteban (No. 79)                     | Esteban (č. 79)                    | Michael Watkins    | Jon Bokenkamp a John Eisendrath                                                          | 22. září 2016      | 30. října 2017     |
| 69           | 2         | Mato (No. 66)                        | Mato (č. 66)                       | Andrew McCarthy    | Daniel Cerone                                                                            | 29. září 2016      | 1. listopadu 2017  |
| 70           | 3         | Miles McGrath (No. 65)               | Miles McGrath (č. 65)              | John Terlesky      | Lukas Reiter                                                                             | 6. října 2016      | 2. listopadu 2017  |
| 71           | 4         | Gaia (No. 81)                        | Gaia (č. 81)                       | Bill Roe           | Peter Noah                                                                               | 13. října 2016     | 3. listopadu 2017  |
| 72           | 5         | The Lindquist Concern (No. 105)      | Firma Lindquist (č. 105)           | Kurt Kuenne        | Dawn DeNoon                                                                              | 20. října 2016     | 4. listopadu 2017  |
| 73           | 6         | The Thrushes (No. 53)                | Drozdi (č. 53)                     | Terrence O'Hara    | námět: Daniel Knauf a Dave Metzger scénář: Daniel Knauf                                  | 27. října 2016     | 5. listopadu 2017  |
| 74           | 7         | Dr. Adrian Shaw (No. 98)             | Dr. Adrian Shaw (č. 98)            | Andrew McCarthy    | Chap Taylor                                                                              | 3. listopadu 2016  | 6. listopadu 2017  |
| 75           | 8         | Dr. Adrian Shaw (No. 98): Conclusion | Dr. Adrian Shaw (č. 98): Dokončení | Michael Watkins    | Daniel Cerone                                                                            | 10. listopadu 2016 | 7. listopadu 2017  |
| 76           | 9         | Lipet's Seafood Company (No. 111)    | Lipetova rybárna (č. 111)          | Don Thorin, Jr.    | námět: Lukas Reiter a Dave Metzger scénář: Dawn Denoon                                   | 5. ledna 2017      | 8. listopadu 2017  |
| 77           | 10        | The Forecaster (No. 163)             | Prognostik (č. 163)                | Edward Ornelas     | Kim Newton                                                                               | 12. ledna 2017     | 9. listopadu 2017  |
| 78           | 11        | The Harem (No. 102)                  | Harém (č. 102)                     | Bill Roe           | Marisa Tam                                                                               | 19. ledna 2017     | 10. listopadu 2017 |
| 79           | 12        | Natalie Luca (No. 184)               | Natalie Lucaová (č. 184)           | Michael Watkins    | Noah Schechter                                                                           | 2. února 2017      | 11. listopadu 2017 |
| 80           | 13        | Isabella Stone (No. 34)              | Isabella Stoneová (č. 34)          | Andrew McCarthy    | Taylor Martin                                                                            | 9. února 2017      | 12. listopadu 2017 |
| 81           | 14        | The Architect (No. 107)              | Architekt (č. 107)                 | Christine Gee      | Chap Taylor a Dave Metzger                                                               | 16. února 2017     | 13. listopadu 2017 |
| 82           | 15        | The Apothecary (No. 59)              | Apatykář (č. 59)                   | Michael Caracciolo | námět: Brian Studler scénář: Marisa Tam                                                  | 23. února 2017     | 14. listopadu 2017 |
| 83           | 16        | Dembe Zuma (No. 10)                  | Dembe Zuma (č. 10)                 | Jean de Segonzac   | Brandon Margolis a Brandon Sonnier                                                       | 20. dubna 2017     | 15. listopadu 2017 |
| 84           | 17        | Requiem                              | Requiem                            | Terrence O'Hara    | Daniel Cerone                                                                            | 20. dubna 2017     | 16. listopadu 2017 |
| 85           | 18        | Philomena (No. 61)                   | Philomena (č. 61)                  | Michael Watkins    | Peter Noah                                                                               | 27. dubna 2017     | 17. listopadu 2017 |
| 86           | 19        | Dr. Bogdan Krilov (No. 29)           | Dr. Bogdan Krilov (č. 29)          | Don Thorin         | námět: Brian Studler a Marissa Tam scénář: Lukas Reiter, John Eisendrath a Jon Bokenkamp | 4. května 2017     | 18. listopadu 2017 |
| 87           | 20        | The Debt Collector (No. 46)          | Výběrčí dluhů (č. 46)              | Bill Roe           | námět: Jon Bokenkamp a Lukas Reiter scénář: Kim Newton a Daniel Cerone                   | 11. května 2017    | 19. listopadu 2017 |
| 88           | 21        | Mr. Kaplan (No. 4)                   | Pan Kaplan (č. 4)                  | Don Thorin         | námět: Lukas Reiter a J. R. Orci scénář: John Eisendrath                                 | 18. května 2017    | 20. listopadu 2017 |
| 89           | 22        | Mr. Kaplan (No. 4): Conclusion       | Pan Kaplan (č. 4): Dokončení       | Michael Watkins    | námět: Lukas Reiter a J. R. Orci scénář: Jon Bokenkamp, John Eisendrath a Daniel Cerone  | 18. května 2017    | 21. listopadu 2017 |

### Pátá řada (2017–2018)
| Č. v seriálu | Č. v řadě | Původní název                      | Český název   | Režie               | Scénář                                                                                       | Premiéra v USA     | Premiéra v ČR |
| ------------ | --------- | ---------------------------------- | ------------- | ------------------- | -------------------------------------------------------------------------------------------- | ------------------ | ------------- |
| 90           | 1         | Smokey Putnum (No. 30)             | bude oznámeno | Bill Roe            | Jon Bokenkamp a John Eisendrath                                                              | 27. září 2017      | bude oznámeno |
| 91           | 2         | Greyson Blaise (No. 37)            | bude oznámeno | Don Thorin          | Lukas Reiter a Jon Bokenkamp                                                                 | 4. října 2017      | bude oznámeno |
| 92           | 3         | Miss Rebecca Thrall (No. 76)       | bude oznámeno | Adam Weisinger      | Jonathan Shapiro a Taylor Martin                                                             | 11. října 2017     | bude oznámeno |
| 93           | 4         | The Endling (No. 44)               | bude oznámeno | Michael Watkins     | Noah Schechter                                                                               | 18. října 2017     | bude oznámeno |
| 94           | 5         | Ilyas Surkov (No. 54)              | bude oznámeno | Kurt Kuenne         | Brandon Margolis a Brandon Sonnier                                                           | 25. října 2017     | bude oznámeno |
| 95           | 6         | The Travel Agency (No. 90)         | bude oznámeno | Terrence O'Hara     | Carla Kettner                                                                                | 1. listopadu 2017  | bude oznámeno |
| 96           | 7         | The Kilgannon Corporation (No. 48) | bude oznámeno | Jean de Segonzac    | Lukas Reiter                                                                                 | 8. listopadu 2017  | bude oznámeno |
| 97           | 8         | Ian Garvey (No. 13)                | bude oznámeno | Bill Roe            | John Eisendrath a Jon Bokenkamp                                                              | 15. listopadu 2017 | bude oznámeno |
| 98           | 9         | Ruin                               | bude oznámeno | Michael Caracciolo  | Sean Hennen                                                                                  | 3. ledna 2018      | bude oznámeno |
| 99           | 10        | The Informant (No. 118)            | bude oznámeno | Paul Holahan        | Noah Schechter                                                                               | 10. ledna 2018     | bude oznámeno |
| 100          | 11        | Abraham Stern (No. 100)            | bude oznámeno | Andrew McCarthy     | námět: Dave Metzger, Jon Bokenkamp a John Eisendrath scénář: Jon Bokenkamp a John Eisendrath | 17. ledna 2018     | bude oznámeno |
| 101          | 12        | The Cook (No. 56)                  | bude oznámeno | Solvan "Slick" Naim | Peter Noah                                                                                   | 31. ledna 2018     | bude oznámeno |
| 102          | 13        | The Invisible Hand (No. 63)        | bude oznámeno | Andrew McCarthy     | Jonathan Shapiro a Lukas Reiter                                                              | 7. února 2018      | bude oznámeno |
| 103          | 14        | Mr. Raleigh Sinclair III (No. 51)  | bude oznámeno | Christine Gee       | Kelli Johnson                                                                                | 28. února 2018     | bude oznámeno |
| 104          | 15        | Pattie Sue Edwards (No. 68)        | bude oznámeno | Donald Thorin, Jr.  | Carla Kettner                                                                                | 7. března 2018     | bude oznámeno |
| 105          | 16        | The Capricorn Killer (No. 19)      | bude oznámeno | Bill Roe            | Taylor Martin                                                                                | 14. března 2018    | bude oznámeno |
| 106          | 17        | Anna-Gracia Duerte (No. 25)        | bude oznámeno | Michael Caracciolo  | Lukas Reiter a Jonathan Shapiro                                                              | 4. dubna 2018      | bude oznámeno |
| 107          | 18        | Zarak Mosadek (No. 23)             | bude oznámeno | Terrence O'Hara     | Sean Hennen                                                                                  | 11. dubna 2018     | bude oznámeno |
| 108          | 19        | Ian Garvey (No. 13): Conclusion    | bude oznámeno | Cort Hessler        | Carla Kettner a Katie Bockes                                                                 | 25. dubna 2018     | bude oznámeno |
| 109          | 20        | Nicholas T. Moore (No. 110)        | bude oznámeno | Solvan "Slick" Naim | Jon Bokenkamp a Lukas Reiter                                                                 | 5. května 2018     | bude oznámeno |
| 110          | 21        | Lawrence Dane Devlin (No. 26)      | bude oznámeno | Bethany Rooney      | Carla Kettner a Sean Hennen                                                                  | 9. května 2018     | bude oznámeno |
| 111          | 22        | Sutton Ross (No. 27)               | bude oznámeno | Bill Roe            | John Eisendrath, Jon Bokenkamp a Lukas Reiter                                                | 16. května 2018    | bude oznámeno |

### Šestá řada (2019)
| Č. v seriálu | Č. v řadě | Původní název                         | Český název   | Režie               | Scénář                                                          | Premiéra v USA  | Premiéra v ČR |
| ------------ | --------- | ------------------------------------- | ------------- | ------------------- | --------------------------------------------------------------- | --------------- | ------------- |
| 112          | 1         | Dr. Hans Koehler (No. 33)             | bude oznámeno | Bill Roe            | Jon Bokenkamp a John Eisendrath                                 | 3. ledna 2019   | bude oznámeno |
| 113          | 2         | The Corsican (No. 20)                 | bude oznámeno | Kurt Kuenne         | Jon Bokenkamp a John Eisendrath                                 | 4. ledna 2019   | bude oznámeno |
| 114          | 3         | The Pharmacist (No. 124)              | bude oznámeno | Daniel Willis       | Lukas Reiter                                                    | 11. ledna 2019  | bude oznámeno |
| 115          | 4         | The Pawnbrokers (No. 146/147)         | bude oznámeno | Lin Oeding          | Carla Kettner                                                   | 18. ledna 2019  | bude oznámeno |
| 116          | 5         | Alter Ego (No. 131)                   | bude oznámeno | John Terlesky       | Sean Hennen a Lukas Reiter                                      | 1. února 2019   | bude oznámeno |
| 117          | 6         | The Ethicist (No. 91)                 | bude oznámeno | Bill Roe            | Taylor Martin                                                   | 8. února 2019   | bude oznámeno |
| 118          | 7         | General Shiro (No. 116)               | bude oznámeno | Kurt Kuenne         | námět: Jonathan Shapiro a Lukas Reiter scénář: Jonathan Shapiro | 15. února 2019  | bude oznámeno |
| 119          | 8         | Marko Jankowics (No. 58)              | bude oznámeno | Bill Roe            | Lukas Reiter                                                    | 22. února 2019  | bude oznámeno |
| 120          | 9         | Minister D (No. 99)                   | bude oznámeno | Michael Caracciolo  | Noah Schechter a Jonathan Shapiro                               | 22. února 2019  | bude oznámeno |
| 121          | 10        | The Cryptobanker (No. 160)            | bude oznámeno | Terrence O'Hara     | Kelli Johnson                                                   | 8. března 2019  | bude oznámeno |
| 122          | 11        | Bastien Moreau (No. 20)               | bude oznámeno | Andrew McCarthy     | Jon Bokenkamp a John Eisendrath                                 | 15. března 2019 | bude oznámeno |
| 123          | 12        | Bastien Moreau (No. 20): Conclusion   | bude oznámeno | Christine Gee       | John Eisendrath, Jon Bokenkamp a Lukas Reiter                   | 22. března 2019 | bude oznámeno |
| 124          | 13        | Robert Vesco (No. 9)                  | bude oznámeno | Adam Weisinger      | Michael Perri                                                   | 29. března 2019 | bude oznámeno |
| 125          | 14        | The Osterman Umbrella Company (No. 6) | bude oznámeno | Bill Roe            | Sean Hennen                                                     | 29. března 2019 | bude oznámeno |
| 126          | 15        | Olivia Olson (No. 115)                | bude oznámeno | Stephanie Marquardt | Lukas Reiter                                                    | 5. dubna 2019   | bude oznámeno |
| 127          | 16        | Lady Luck (No. 69)                    | bude oznámeno | Bill Roe            | T Cooper a Allison Glock-Cooper                                 | 12. dubna 2019  | bude oznámeno |
| 128          | 17        | The Third Estate (No. 136)            | bude oznámeno | Andrew McCarthy     | Katie Bockes                                                    | 19. dubna 2019  | bude oznámeno |
| 129          | 18        | The Brockton College Killer (No. 92)  | bude oznámeno | Lisa Robinson       | Sam Christopher                                                 | 26. dubna 2019  | bude oznámeno |
| 130          | 19        | Rassvet                               | bude oznámeno | John Terlesky       | Sean Hennen                                                     | 26. dubna 2019  | bude oznámeno |
| 131          | 20        | Guillermo Rizal (No. 128)             | bude oznámeno | Cort Hessler        | Noah Schechter                                                  | 3. května 2019  | bude oznámeno |
| 132          | 21        | Anna McMahon (No. 60)                 | bude oznámeno | Michael Caracciolo  | Taylor Martin a Kelli Johnson                                   | 10. května 2019 | bude oznámeno |
| 133          | 22        | Robert Diaz (No. 15)                  | bude oznámeno | Bill Roe            | Jon Bokenkamp, John Eisendrath a Lukas Reiter                   | 17. května 2019 | bude oznámeno |

### Sedmá řada (2019–2020)
| Č. v seriálu | Č. v řadě | Původní název                 | Český název   | Průvodce   | Režie               | Scénář                          | Premiéra v USA     | Premiéra v ČR |
| ------------ | --------- | ----------------------------- | ------------- | ---------- | ------------------- | ------------------------------- | ------------------ | ------------- |
| 134          | 1         | Louis T. Steinhil             | bude oznámeno | č. 27      | Bill Roe            | Jon Bokenkamp a John Eisendrath | 4. října 2019      | bude oznámeno |
| 135          | 2         | Louis T. Steinhil: Conclusion | bude oznámeno | č. 27      | Cort Hessler        | Lukas Reiter                    | 11. října 2019     | bude oznámeno |
| 136          | 3         | Les Fleurs Du Mal             | bude oznámeno | č. 151     | Lisa Robinson       | Kelli Johnson a Taylor Martin   | 18. října 2019     | bude oznámeno |
| 137          | 4         | Kuwait                        | bude oznámeno | —          | Stephanie Marquardt | Sean Hennen                     | 25. října 2019     | bude oznámeno |
| 138          | 5         | Norman Devane                 | bude oznámeno | č. 138     | Kurt Kuenne         | Noah Schechter                  | 1. listopadu 2019  | bude oznámeno |
| 139          | 6         | Dr. Lewis Powell              | bude oznámeno | č. 130     | Christine Gee       | Sam Christopher                 | 8. listopadu 2019  | bude oznámeno |
| 140          | 7         | Hannah Hayes                  | bude oznámeno | č. 125     | Adam Weisinger      | Daniel Cerone                   | 15. listopadu 2019 | bude oznámeno |
| 141          | 8         | The Hawaladar                 | bude oznámeno | č. 162     | Paul Holahan        | Jon Bokenkamp a Lukas Reiter    | 22. listopadu 2019 | bude oznámeno |
| 142          | 9         | Orion Relocation Services     | bude oznámeno | č. 159     | Stephanie Marquardt | Sean Hennen a Taylor Martin     | 6. prosince 2019   | bude oznámeno |
| 143          | 10        | Katarina Rostova              | bude oznámeno | č. 3       | Daniel Willis       | Daniel Cerone                   | 13. prosince 2019  | bude oznámeno |
| 144          | 11        | Victoria Fenberg              | bude oznámeno | č. 137     | Bill Roe            | T Cooper a Allison Glock-Cooper | 20. března 2020    | bude oznámeno |
| 145          | 12        | Cornelius Ruck                | bude oznámeno | č. 155     | John Terlesky       | Lukas Reiter                    | 27. března 2020    | bude oznámeno |
| 146          | 13        | Newton Purcell                | bude oznámeno | č. 144     | Michael Caracciolo  | Noah Schechter                  | 3. dubna 2020      | bude oznámeno |
| 147          | 14        | Twamie Ullulaq                | bude oznámeno | č. 126     | Victor Nelli, Jr.   | Daniel Cerone                   | 10. dubna 2020     | bude oznámeno |
| 148          | 15        | Gordon Kemp                   | bude oznámeno | č. 158     | Andrew Berger       | Jonathan Shapiro a Lukas Reiter | 17. dubna 2020     | bude oznámeno |
| 149          | 16        | Nyle Hatcher                  | bude oznámeno | č. 149     | Tessa Blake         | Katie Bockes                    | 24. dubna 2020     | bude oznámeno |
| 150          | 17        | Brothers                      | bude oznámeno | —          | Mahesh Pailoor      | Sean Hennen                     | 1. května 2020     | bude oznámeno |
| 151          | 18        | Roy Cain                      | bude oznámeno | č. 150     | Daniel Willis       | Aiah Samba                      | 8. května 2020     | bude oznámeno |
| 152          | 19        | The Kazanjian Brothers        | bude oznámeno | č. 156/157 | Michael Caracciolo  | Kelli Johnson a Sam Christopher | 15. května 2020    | bude oznámeno |

### Osmá řada (2020–2021)
| Č. v seriálu | Č. v řadě | Původní název                | Český název   | Průvodce | Režie               | Scénář                                        | Premiéra v USA     | Premiéra v ČR |
| ------------ | --------- | ---------------------------- | ------------- | -------- | ------------------- | --------------------------------------------- | ------------------ | ------------- |
| 153          | 1         | Roanoke                      | bude oznámeno | č. 139   | Andrew McCarthye    | Daniel Cerone                                 | 13. listopadu 2020 | bude oznámeno |
| 154          | 2         | Katarina Rostova: Conclusion | bude oznámeno | č. 3     | Stephanie Marquardt | Lukas Reiter                                  | 20. listopadu 2020 | bude oznámeno |
| 155          | 3         | 16 Ounces                    | bude oznámeno | —        | Andrew McCarthy     | John Eisendrath, Jon Bokenkamp a Lukas Reiter | 22. ledna 2021     | bude oznámeno |
| 156          | 4         | Elizabeth Keen               | bude oznámeno | č. 1     | Cort Hessler        | Sean Hennen                                   | 29. ledna 2021     | bude oznámeno |
| 157          | 5         | The Fribourg Confidence      | bude oznámeno | č. 140   | Andrew McCarthy     | Noah Schechter                                | 5. února 2021      | bude oznámeno |
| 158          | 6         | The Wellstone Agency         | bude oznámeno | č. 127   | Matthew McLoota     | Kelli Johnson                                 | 12. února 2021     | bude oznámeno |
| 159          | 7         | Chemical Mary                | bude oznámeno | č. 143   | Christine Moore     | Daniel Cerone                                 | 19. února 2021     | bude oznámeno |
| 160          | 8         | Ogden Greeley                | bude oznámeno | č. 40    | Michael Caracciolo  | Lukas Reiter                                  | 26. února 2021     | bude oznámeno |
| 161          | 9         | The Cyranoid                 | bude oznámeno | č. 35    | Andrew McCarthy     | Allison Glock-Cooper a T Cooper               | 5. března 2021     | bude oznámeno |
| 162          | 10        | Dr. Laken Perillos           | bude oznámeno | č. 70    | Phil Bertelsen      | Aiah Samba                                    | 12. března 2021    | bude oznámeno |
| 163          | 11        | Captain Kidd                 | bude oznámeno | č. 96    | Andrew McCarthy     | Sam Christopher                               | 26. března 2021    | bude oznámeno |
| 164          | 12        | Rakitin                      | bude oznámeno | č. 28    | Mahesh Pailoor      | Lukas Reiter                                  | 2. dubna 2021      | bude oznámeno |
| 165          | 13        | Anne                         | bude oznámeno | —        | Andrew McCarthy     | Sean Hennen                                   | 16. dubna 2021     | bude oznámeno |
| 166          | 14        | Misère                       | bude oznámeno | —        | Christine Gee       | Jon Bokenkamp a John Eisendrath               | 23. dubna 2021     | bude oznámeno |
| 167          | 15        | The Russian Knot             | bude oznámeno | —        | Juan Avella         | Katie Bockes                                  | 30. dubna 2021     | bude oznámeno |
| 168          | 16        | Nicholas Obenrader           | bude oznámeno | č. 133   | Daniel Willis       | Taylor Martin                                 | 7. května 2021     | bude oznámeno |
| 169          | 17        | Ivan Stepanov                | bude oznámeno | č. 5     | Adam Weisinger      | David Merritt                                 | 14. května 2021    | bude oznámeno |
| 170          | 18        | The Protean                  | bude oznámeno | č. 36    | Michael Caracciolo  | Justine Neubarth                              | 21. května 2021    | bude oznámeno |
| 171          | 19        | Balthazar "Bino" Baker       | bude oznámeno | č. 129   | Christine Moore     | Lukas Reiter                                  | 28. května 2021    | bude oznámeno |
| 172          | 20        | Godwin Page                  | bude oznámeno | č. 141   | John Terlesky       | Lukas Reiter                                  | 4. června 2021     | bude oznámeno |
| 173          | 21        | Nachalo                      | bude oznámeno | —        | Kurt Kuenne         | John Eisendrath, Jon Bokenkamp a Lukas Reiter | 16. června 2021    | bude oznámeno |
| 174          | 22        | Konets                       | bude oznámeno | —        | John Terlesky       | Jon Bokenkamp a John Eisendrath               | 23. června 2021    | bude oznámeno |

### Devátá řada (2021–2022)
Dne 21. ledna 2021 bylo oznámeno, že seriál získá devátou řadu.
| Č. v seriálu | Č. v řadě | Původní název           | Průvodce | Režie           | Scénář                          | Premiéra v USA     |
| ------------ | --------- | ----------------------- | -------- | --------------- | ------------------------------- | ------------------ |
| 175          | 1         | The Skinner             | č. 45    | Christine Moore | John Eisendrath a Lukas Reiter  | 21. října 2021     |
| 176          | 2         | The Skinner: Conclusion | č. 45    | Matthew McLoota | Lukas Reiter a John Eisendrath  | 28. října 2021     |
| 177          | 3         | The SPK                 | č. 178   | Christine Moore | Daniel Cerone                   | 4. listopadu 2021  |
| 178          | 4         | The Avenging Angel      | č. 49    | Andrew McCarthy | Sean Hennen                     | 11. listopadu 2021 |
| 179          | 5         | Benjamin T. Okara       | č. 183   | Jono Oliver     | Noah Schechter                  | 18. listopadu 2021 |
| 180          | 6         | Dr. Roberta Sand, Ph.D. | č. 153   | Andrew McCarthy | T Cooper a Allison Glock-Cooper | 9. prosince 2021   |
| 181          | 7         | Between Sleep and Awake | —        | Christine Moore | Taylor Martin                   | 6. ledna 2022      |
| 182          | 8         | Dr. Razmik Maier        | č. 168   | Avi Youabian    | Justine Neubarth                | 13. ledna 2022     |
| 183          | 9         | Boukman Baptiste        | č. 164   | Andrew McCarthy | David Merritt                   | 20. ledna 2022     |